# Gara Podu Olt
Gara Podu Olt este o gară de cale ferată în județul Sibiu. Se află pe teritoriul administrativ al orașului Tălmaciu. Calea ferată Podu Olt - Râmnicu Vâlcea - Piatra Olt este o linie care face legătura între Transilvania și zona de sud a României, respectiv cu regiunile Oltenia și Muntenia.
În Podu Olt, linia Sibiu–Avrig se bifurcă spre Piatra-Olt.